# Xã Otter Creek, Quận Crawford, Iowa
Xã Otter Creek (tiếng Anh: Otter Creek Township) là một xã thuộc quận Crawford, tiểu bang Iowa, Hoa Kỳ. Năm 2010, dân số của xã này là 1.350 người.